# وست بری، تاسمانی
وست بری (به انگلیسی: Westbury) یک شهرک در استرالیا است که در تاسمانی واقع شده‌است.